# Venmani Selvanather

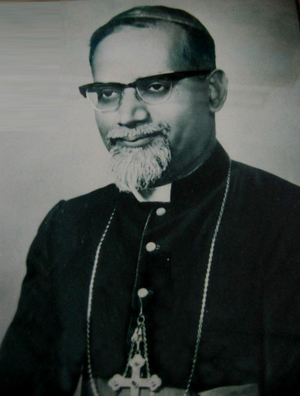
Venmani Selvanather

Erzbischofswappen von Venmani Selvanather

Venmani S. Selvanather (* 6. Juli 1913 in Tiruchengode, Britisch-Indien; † 14. Oktober 1993) war ein indischer Geistlicher und römisch-katholischer Erzbischof von Pondicherry und Cuddalore.

## Leben
Venmani Selvanather empfing am 26. Oktober 1941 das Sakrament der Priesterweihe für das Bistum Salem.
Am 3. März 1949 ernannte ihn Papst Pius XII. zum Bischof von Salem. Der emeritierte Bischof von Salem, Henri-Aimé-Anatole Prunier MEP, spendete ihm am 1. Mai desselben Jahres in der Kirche St. Mary in Salem die Bischofsweihe; Mitkonsekratoren waren der Bischof von Kumbakonam, Peter Francis Rayappa, und der Weihbischof in Pondicherry, Joseph Mark Gopu. Sein Wahlspruch Caritas Christi urget nos („Die Liebe Christi drängt uns“) stammt aus 2 Kor 5,14 . Venmani Selvanather nahm an allen vier Sitzungsperioden des Zweiten Vatikanischen Konzils teil.
Papst Paul VI. bestellte ihn am 17. März 1973 zum Erzbischof von Pondicherry und Cuddalore. Venmani Selvanather gründete das St. Joseph’s College of Arts & Science und das St. John’s College Seminary in Cuddalore sowie das Pope John Paul II. College of Education in Pondicherry. Am 18. Februar 1992 nahm Papst Johannes Paul II. das von Selvanather aus Altersgründen vorgebrachte Rücktrittsgesuch an.